# Полуденка (приток Иски)
Полуденка — река в России, протекает по Свердловской области. Устье реки находится в 24 км по левому берегу реки Иска. Длина реки составляет 13 км.

## Данные водного реестра
По данным государственного водного реестра России относится к Иртышскому бассейновому округу, водохозяйственный участок реки — Тагил от города Нижний Тагил и до устья, речной подбассейн реки — Тобол. Речной бассейн реки — Иртыш.
Код объекта в государственном водном реестре — 14010501512111200005699.